# Impatiens cyathiflora
Impatiens cyathiflora är en balsaminväxtart som beskrevs av J. D. Hooker. Impatiens cyathiflora ingår i släktet balsaminer, och familjen balsaminväxter. Inga underarter finns listade i Catalogue of Life.